# Ulica Bródnowska w Warszawie
Ulica Bródnowska – ulica w dzielnicy Praga-Północ w Warszawie.

## Historia
Ulica została wytyczona w roku 1865 w związku z parcelacją terenu Nowej Pragi zwanej ówcześnie Konopacczyzną, od nazwiska właściciela – Ksawerego Konopackiego. Nazwa ulicy pochodzi od nazwy pobliskiej wsi Bródno. Do lat 30. XX wieku zapisywano ją jako Brudnowska.
Pierwsza, drewniana zabudowa powstała około roku 1867; były to parterowe, później piętrowe skromne domy. W roku 1880 ulicę uregulowano, a w roku 1889 wraz z całą Nową Pragę została przyłączona do Warszawy. 
Na przełomie stuleci na zapleczu istniejących zabudowań celem dogęszczenia zabudowy wystawiono liczne oficyny, nierzadko przewyższające poprzedzające je domy frontowe. W 1900 pod nr 8 wzniesiono dużą synagogę. Okres intensywnej zabudowy ulicy nastąpił po roku 1930. Powstały wtedy kamienice czynszowe należące przeważnie do Żydów.
Lata okupacji niemieckiej nie przyniosły większych zniszczeń w zabudowie ulicy. W okresie powojennym rozebrano wszystkie zabudowania drewniane oraz przekształcono część zachowanych domów.